# Amor en Psyche

Amor en Psyche in het Louvre

Amor en Psyche is een marmeren neoclassicistisch beeld van de Italiaanse beeldhouwer Antonio Canova. Hij begon aan het beeld in 1787 maar maakte het pas af in 1793.
Het beeld toont Cupido (Amor) net nadat hij Psyche wakker gekust heeft. Dit is een scène uit De Gouden Ezel (Metamorphosen) van de Latijnse schrijver Lucius Apuleius Madaurensis.
Het is een van de zes beelden die Canova maakte over de legende van Amor en Psyche. Het beeld staat tegenwoordig in het Louvre in Parijs. Canova maakte in 1796 een tweede versie en deze staat in de Hermitage in Sint-Petersburg.